# SMAD5
Smad5  (por su siglas en inglés Mothers Against Decantaplegic homolog, donde "decan-tapléjico" se refiere a una proteína descubierta en moscas que es homóloga a la proteína morfogénica ósea humana), es uno de nueve miembros de la familia Smad, una proteína que, en los humanos, es codificado por el gen SMAD5.
Como es el caso con otros Smad, la Smad5 sirve de mediador en la vía de señalización del factor de crecimiento transformante-beta (TGF-beta) y para señales propias de la proteína morfogénica ósea. Sus actividades están implicadas en una gama de actividades biológicas que incluyen el crecimiento celular, la apoptosis y la diferenciación celular.

## Mecanismo de acción
La unión de ligandos específicos sobre la TGF-beta produce la oligomerización y fosforilación de la proteína Smad5. Las acciones del Smad5 son reguladas por receptores, un proceso común en la familia Smad conocida como R-SMAD. Por ejemplo, la vía del Smad5 es activada por el receptor cinasa de la proteína morfogénica ósea tipo 1. Por su parte, la regulación negativa de la Smad5 ocurre en múltiples niveles incluyendo miembros de la misma familia Smad: Smad6 y Smad7. Es posible que esta ruta de acción tenga implicaciones en la inhibición de células progenitoras hematopoyéticas bajo el control de la TGF-beta.